# Daria Widawska
Daria Widawska (ur. 1 maja 1977 w Gdańsku) – polska aktorka.

## Życiorys
Jest jedynaczką. Jej matka jest radcą prawnym. W dzieciństwie należała do Zespołu Pieśni i Tańca „Fregata” w Gdyni. Uczyła się gry na fortepianie, przez 12 lat uczęszczała do szkoły muzycznej. Jest absolwentką III Liceum Ogólnokształcącego im. Marynarki Wojennej RP w Gdyni. W 2000 ukończyła studia na Akademii Teatralnej w Warszawie.
Jako aktorka zadebiutowała występem w spektaklu Cesarska miłość (reż. Leszka Wosiewicza) w Teatrze Telewizji. Następnie grała w warszawskich teatrach: Na Woli, Rozmaitości i Scena Prezentacje. Ogólnopolską rozpoznawalność przyniosły jej role w serialach TVN: Agaty Bieleckiej w Magda M. (2005–2007), Anki w 39 i pół (2008–2009) oraz Doroty w Prawo Agaty (2012–2015). W 2007 uczestniczyła w szóstej edycji programu rozrywkowego TVN Taniec z gwiazdami.
W 2008 została honorowym ambasadorem dzieci chorych na nowotwory mózgu. Została jedną z bohaterek książki Odnaleźć dobro (2009) Marzanny Graff. W 2010 została nominowana w plebiscycie Viva! Najpiękniejsi w kategorii najpiękniejsza Polka.

## Życie prywatne
11 sierpnia 2007 poślubiła operatora kamery, Michała Jarosińskiego. Mają dwóch synów, Iwa (ur. 20 czerwca 2008) i Brunona (ur. 23 października 2015).

## Teatr Telewizji
- 1998: Cesarska miłość – młoda Katarzyna[6]

## Filmografia

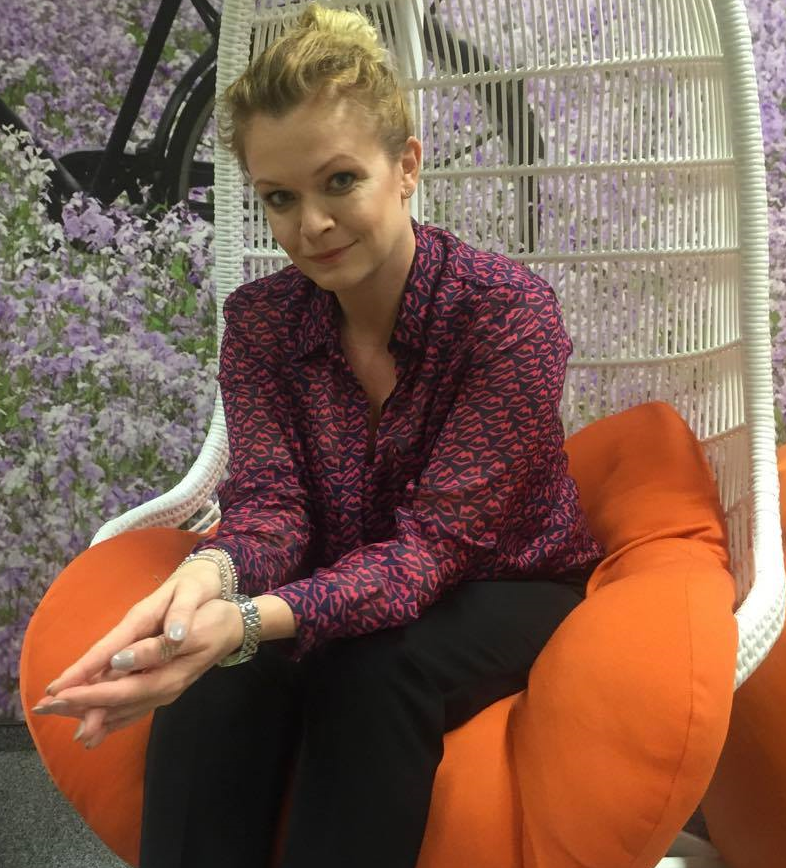
Widawska (2016)

### Filmy
- 2000: Zaduszki narodowe 2000. Sybir ostatnie pożegnanie – ona sama
- 2007: Hania – wychowawczyni w domu dziecka
- 2009: I pół – Anna Jankowska, żona Darka
- 2018: Plagi Breslau – Magda Drewniak vel Iwona Bogacka
- 2022: Święta inaczej – Ewa[7]

### Seriale
- 1999: Tygrysy Europy – Karolcia, służąca w domu Nowaków
- 2000: Twarze i maski – młoda aktorka poszukująca pracy
- 2003: M jak miłość – Beata, koleżanka Joli z pracy (odc. 158)
- 2003–2006: Na Wspólnej – recepcjonistka w domu na Wspólnej
- 2003: Tygrysy Europy 2 – Karolcia, służąca w domu Nowaków
- 2004: Na dobre i na złe – Tomaszewska, mama Krzysia (odc. 204 pt. Marzenie Krzysia)
- 2005: Klinika samotnych serc – Monika, koleżanka Alicji Panek, z którą razem wynajmowała mieszkanie (odc. 7, 8)
- 2005–2007: Magda M. – Agata Bielecka, przyjaciółka Magdy
- 2006: Egzamin z życia – Adrianna (odc. 61)
- 2006: Faceci do wzięcia – Basia Gołębiewska (odc. 1 pt. Przyjaciele, odc. 6 pt. Mały kryzys)
- 2006: Hela w opałach – Zofia (odc. 9 pt. Bezcenne zdjęcie)
- 2007: Mamuśki – Zyta, przyjaciółka Patrycji (odc. 1, 4–5, 7–8, 11–15, 17–25, 27–28, 30)
- 2008–2009: 39 i pół – Anna Jankowska, żona Darka
- 2010: Apetyt na życie – Lidia Rylska
- 2010: Samo życie – Kamila Adamska, przyjaciółka Marii Majewskiej, dziennikarka w redakcji gazety „Samo Życie”, matka Iwony, szkolnej przyjaciółki Julii Tobruckiej
- 2011–2012: Rezydencja – Karolina Musiał, przyjaciółka Basi
- 2011: Ojciec Mateusz – Renata Król, żona Roberta (odc. 81 pt. Przerwany weekend)
- 2012–2015: Prawo Agaty – Dorota Gawron, przyjaciółka Agaty
- 2017: Niania w wielkim mieście – prof. dr hab. n. med. Alicja Wolny, lekarz neurochirurg dziecięcy, córka Antoniego i Olgi Korców
- 2017–2018: W rytmie serca – Małgorzata, nauczycielka w Szkole Podstawowej w Kazimierzu Dolnym
- 2019: 39 i pół tygodnia – Anka Jankowska, żona Darka Jankowskiego
- 2020: Komisarz Alex – mecenas Bogucka (odc. 186)
- 2022: The Office PL – Marzena Krupska